# Омельченко, Семён Архипович
Семён Архипович Омельченко (1930-1995) — рыбак, Герой Социалистического Труда (1963).

## Биография
Семён Омельченко родился 15 февраля 1930 года в селе Алексеевка (ныне — Кущёвский район Краснодарского края). Окончил семь классов школы и Таганрогскую мореходную школу, после чего работал в моторно-рыболовной станции Таганрога. В 1950 году Омельченко окончил курсы усовершенствования командного плавсостава флота рыбной промышленности при Ейском учебном комбинате по специальности штурмана дальнего плавания.
С 1951 года Омельченко был помощником капитана сейнера, с 1953 года — капитаном траулера «Шквал» рыбколхоза имени Орлова. Команда траулера, находясь на промысле в Каспийском море, освоила новый метод лова кильки на электросвет, выполнив более 2,5 годовых планов. Аналогичным образом команда успешно освоила и новые методы ловли бычка в Азовском море. Всего же за 4 года семилетки траулер добыл 13741 центнер рыбы, превысив план примерно в 1,3 раза.
Указом Президиума Верховного Совета СССР от 13 апреля 1963 года за «выдающиеся успехи в достижении высоких показателей добычи рыбы и производства рыбной продукции» Семён Омельченко был удостоен высокого звания Героя Социалистического Труда с вручением ордена Ленина и медали «Серп и Молот».
Позднее Омельченко продолжал работал на сейнерах на Азовском и Чёрном морях. Проживал в Таганроге, трагически погиб в феврале 1995 года.
Был также награждён рядом медалей.

## Память

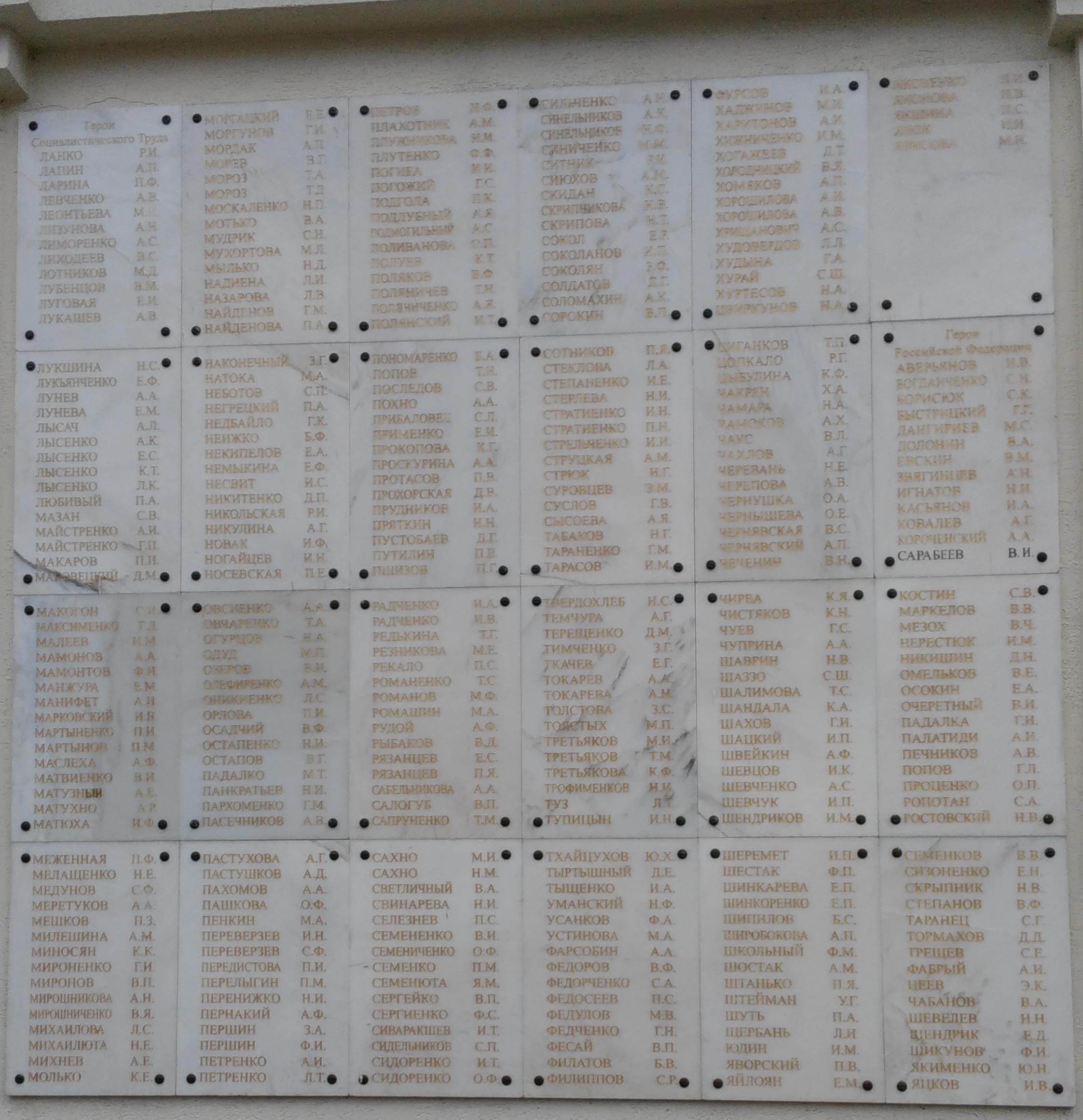
Мемориальная доска с именами Героев Социалистического Труда Кубани и Адыгеи. Краснодар 2017

- На могиле Героя установлен надгробный памятник.
- Имя героя-уроженца Краснодарского края увековечено на мемориальной арке в Краснодаре.